# Socialkonstruktionisme
 Der er for få eller ingen kildehenvisninger i denne artikel, hvilket er et problem. Du kan hjælpe ved at angive troværdige kilder til de påstande, som fremføres i artiklen.

Socialkonstruktionisme er en retning inden for sociologien, som tager udgangspunkt i tesen om, at virkeligheden er en social konstruktion, hvor især sproget og måden vi taler sammen om verden og tingene, er det, som konstruerer virkeligheden. Den er inspireret af den sproglige vending og Berger & Luckmanns studier, og derfor beslægtet med, men ikke det samme som socialkonstruktivisme.
Selvet er således en fortælling, der er skabt af de sociale relationer, selvet indgår i, mens viden om psykiske forhold skabes af det sprogspil, som en given gruppe benytter for at tale om noget.
Konsekvensen i praksis er, at en socialkonstruktionist hermed benytter sproget som værktøj til at skabe ændringer i virkeligheden.
Berger og Luckmanns Den samfundskabte virkelighed kan ses som en forløber, for den siden 1990 opståede socialkonstruktionisme, hvor især Kenneth Gergen, Rom Harré, og John Shotter er de fremtrædende forskere/praktikere.
Svagheden ved socialkonstruktionisme er dens relativisme, det vil sige, den tænker ikke i, "hvad der er", men kun i hvordan vi taler om det. Denne "svaghed" er dog samtidig styrken, i og med at socialkonstruktionisme har inspireret især organisationspsykologer til at iværksætte ændringer af sprogspil i forbindelse med ændring og udvikling af organisationer og virksomheder.[kilde mangler]

## Forskel og lighed mellem konstruktionisme og konstruktivisme
Der er en del begrebsforvirring, især i og omkring faget psykologi, omkring betegnelserne konstruktionisme og konstruktivisme, og desuden om begrebet skrives i ét eller to ord (det første er korrekt). I USA, ifølge Steinar Kvale Psychology & Postmodernism, ser man alvorligt på forskellene. Socialkonstruktionister er således folk som Kenneth Gergen, M. Gergen, J. Shotter, J. Lave og Polkinghorne. Konstruktivister er personer som fx Jean Piaget, von Glasersfeld, T. Andersen, Maturana, Varela, Niklas Luhmann, J. Rasmussen, O. Thyssen, J. Cederstrøm.
Der er mange artikler og bøger, der bruger begreberne socialkonstruktionisme og socialkonstruktivisme synonymt, selv om den førstnævnte har hovedfokus på sproget og de sociale processer og relationer, der skaber virkelighed, viden og selvet. Socialkonstruktivisme har rødderne i Husserl og Rousseau, selv om ordet social hentyder til, at en førhen udelukkende kognitivt og ud fra individet tænkende tilgang nu har medtaget kulturen som det, der medskaber individet. Socialkonstruktivisten Jerome Bruner er bl.a. inspireret af Lev Vygotskij.
I terapi og konsulentsammenhænge har disse to retninger fået udtryk som "Den anerkendende Intervention" og andre former for sprogbaserede former for konstruktion af virkeligheden (socialkonstruktionisme), hvor imod konstruktivisme er inspiration for metoder som "personaleintern supervision" og andre "reflekterende processer".